# Meersburg
Meersburg – miasto w Niemczech, w kraju związkowym Badenia-Wirtembergia, w rejencji Tybinga, w regionie Bodensee-Oberschwaben, w powiecie Bodenseekreis, siedziba związku gmin Gemeindeverwaltungsverband Meersburg. Leży nad Jeziorem Bodeńskim.

## Współpraca

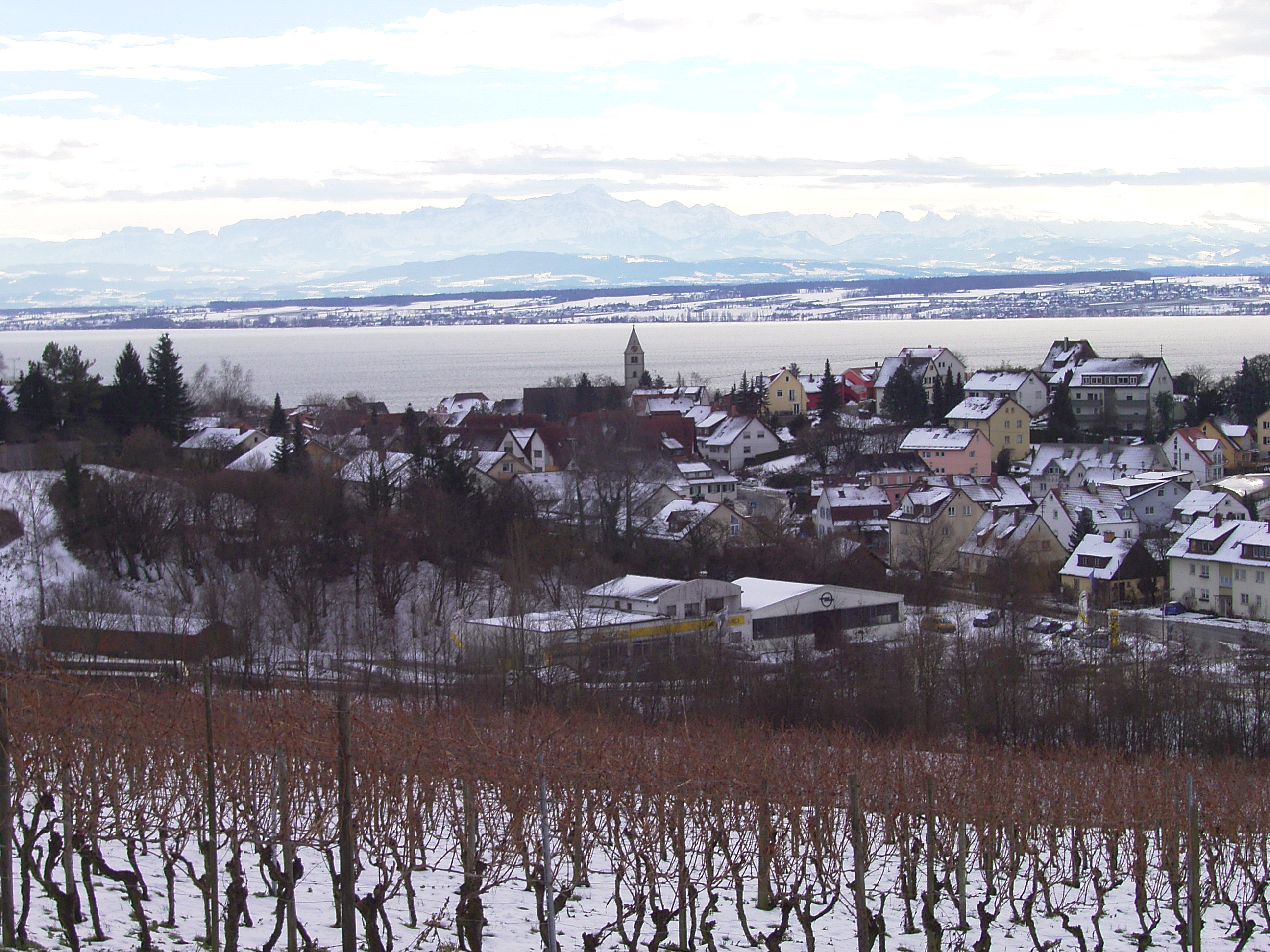
Meersburg

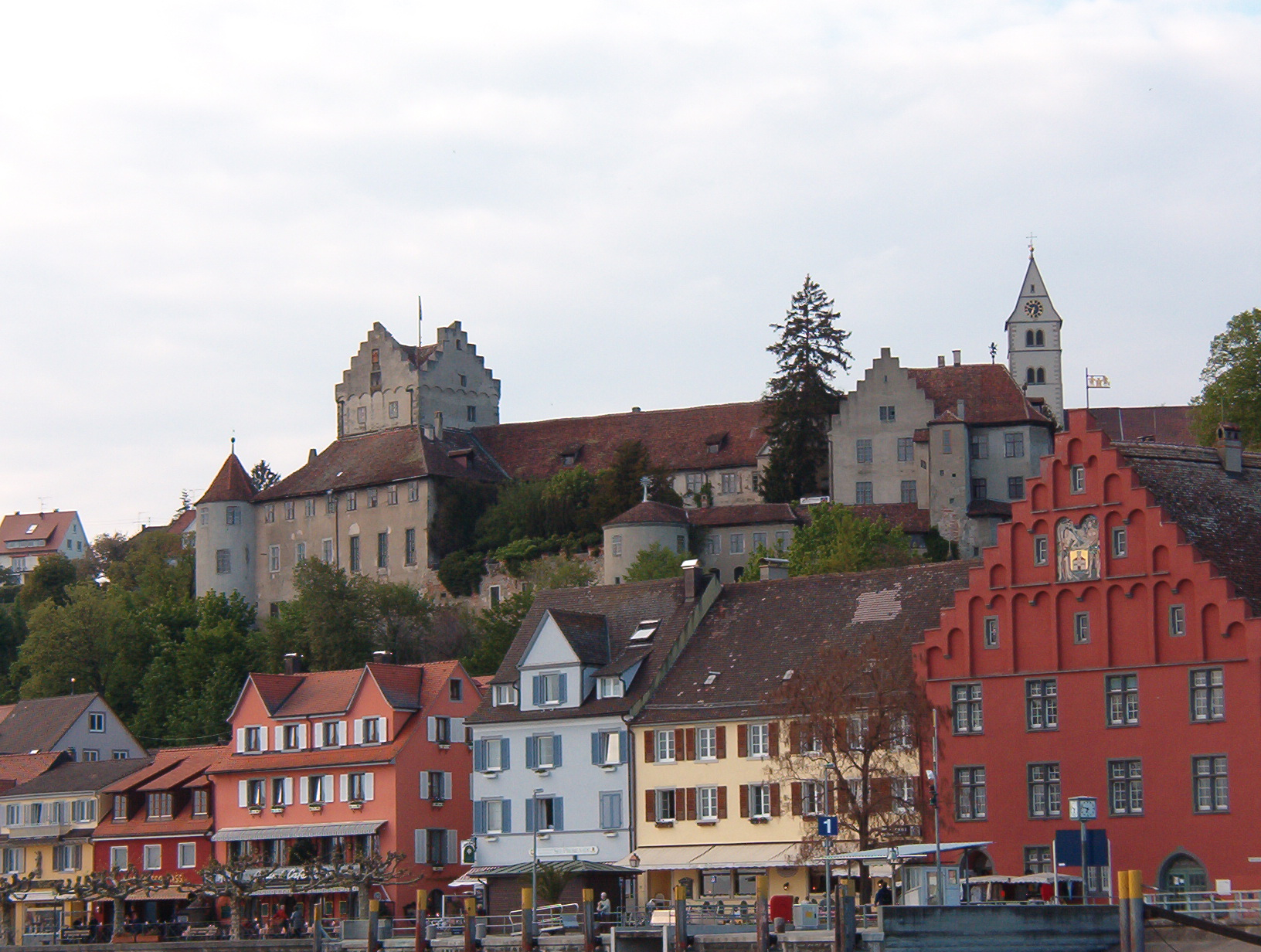
Meersburg

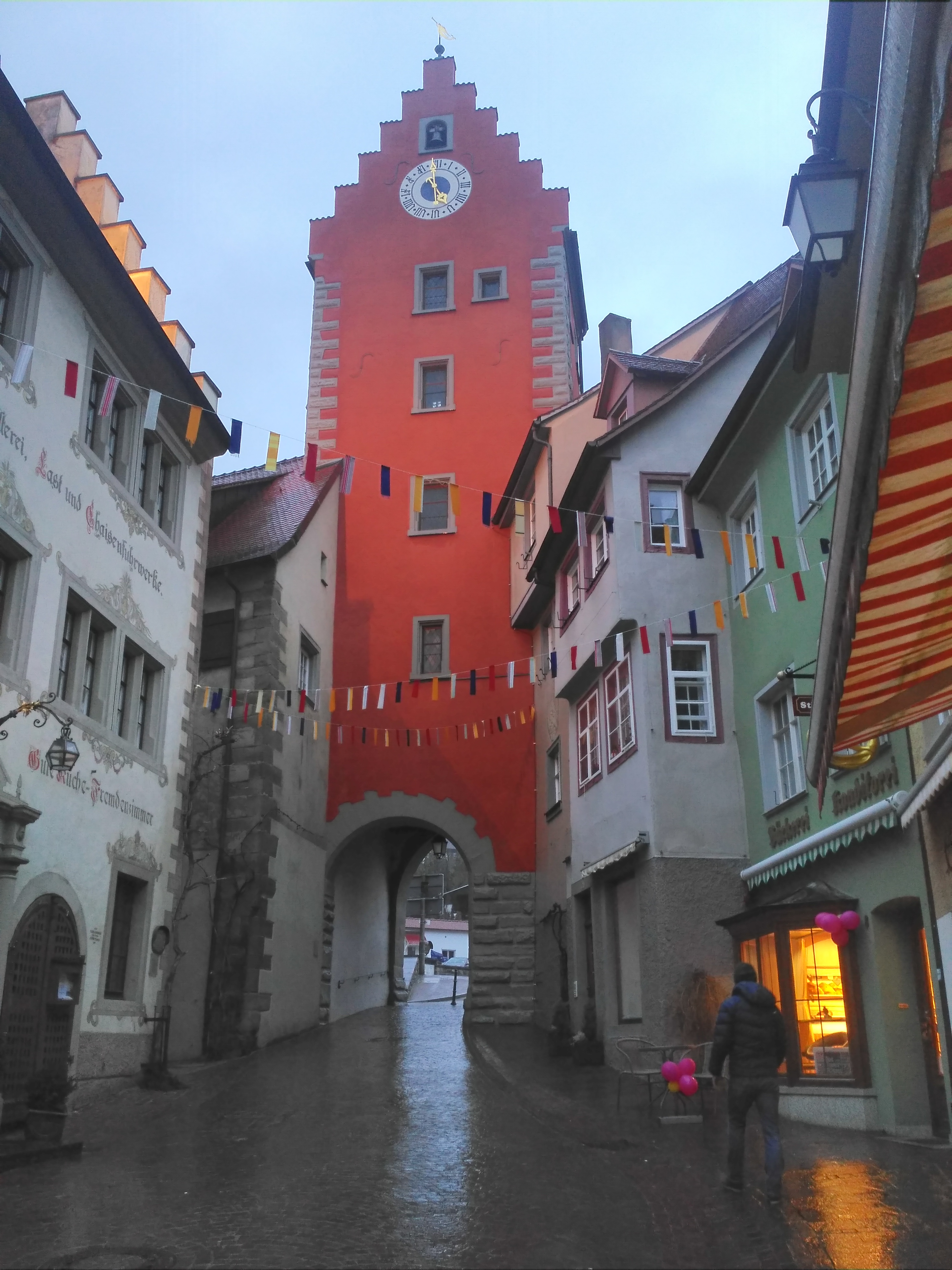
Meersburg

Miejscowości partnerskie:
- Hohnstein, Saksonia
- Louveciennes, Francja
- San Gimignano, Włochy